# 슝시링

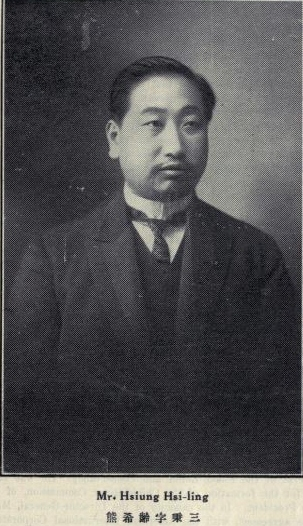

슝시링(熊希齡, 1870-1937)은 중국의 자선가이자 정치가로 1913년 7월부터 1914년 2월까지 중화민국 총리를 역임했다.

## 약력
중국 후난성 샹시현 펑황에서 태어난 슝시링은 중국 학자이기도 했다.
1913년 7월 슝시링은 위안스카이에 의해 총리 겸 재무 장관으로 임명되었다. 그러나 몇 달 후 슝시링과 위안스카이의 관계는 통치에 대한 상충되는 견해로 인해 악화되기 시작했다. 1914년 2월 슝시링은 정부에서 물러났다.
정치를 떠난 후 슝시링은 베이징과 상하이의 궁핍한 사람들을 돕기 위해 일부 교육 및 자선 기관에 참여했다. 1937년 슝시링은 상하이 전투 중 피난민들을 돕기 위해 상하이에 있었다. 상하이가 함락된 후 그는 영국령 홍콩으로 가서 1937년 12월 25일 그곳에서 사망했다.